# Jinbei Haishiwang
Jinbei Haishiwang (海狮王) — малотоннажный грузовой автомобиль, выпускающийся подразделением Jinbei совместного предприятия Renault Brilliance Jinbei. Автомобиль выпускается на той же платформе, что и Jinbei Xinkuaiyun и Jinbei Granse, но при этом является более престижной моделью. Производственная линия и технологии были усовершенствованы согласно стандартам альянса Renault–Nissan–Mitsubishi, а проектирование осуществлялось европейскими дизайнерами.

## Описание
Haishiwang выпускается в 2-, 6-, 7/9- и 10-местных конфигурациях. Кроме фургонов, в семейство также входят микроавтобусы. У четырёхдверных моделей низкая крыша, а у пятидверных — высокая. При разработке дизайна компания Jinbei опиралась на Toyota Granvia.

Цены варьируются от 116100 до 131700 юаней. Имеются дополнительное защитное стекло, независимый кондиционер, две USB-розетки и разнонаправленные регулируемые сиденья с подлокотниками.

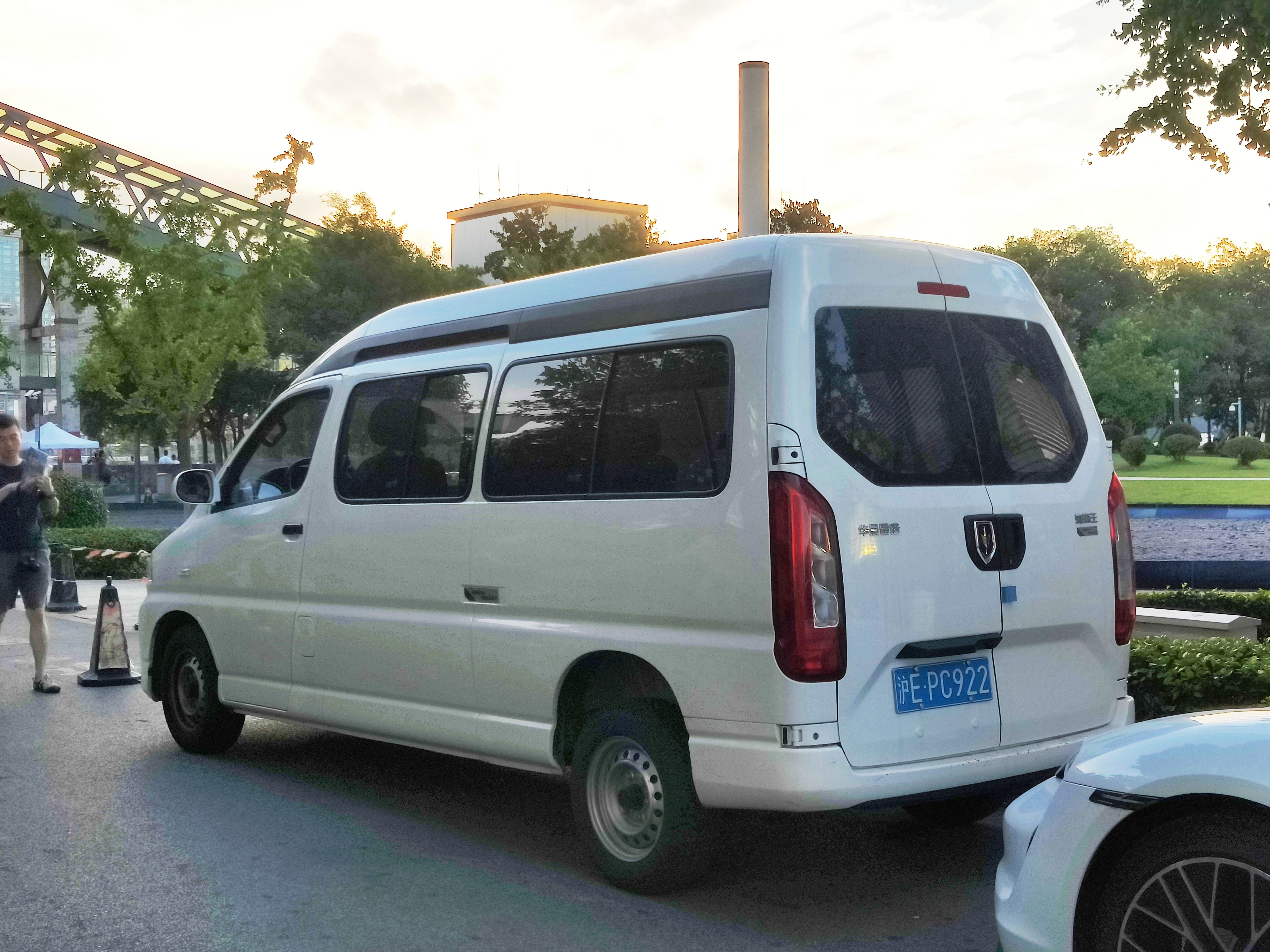
Вид сзади
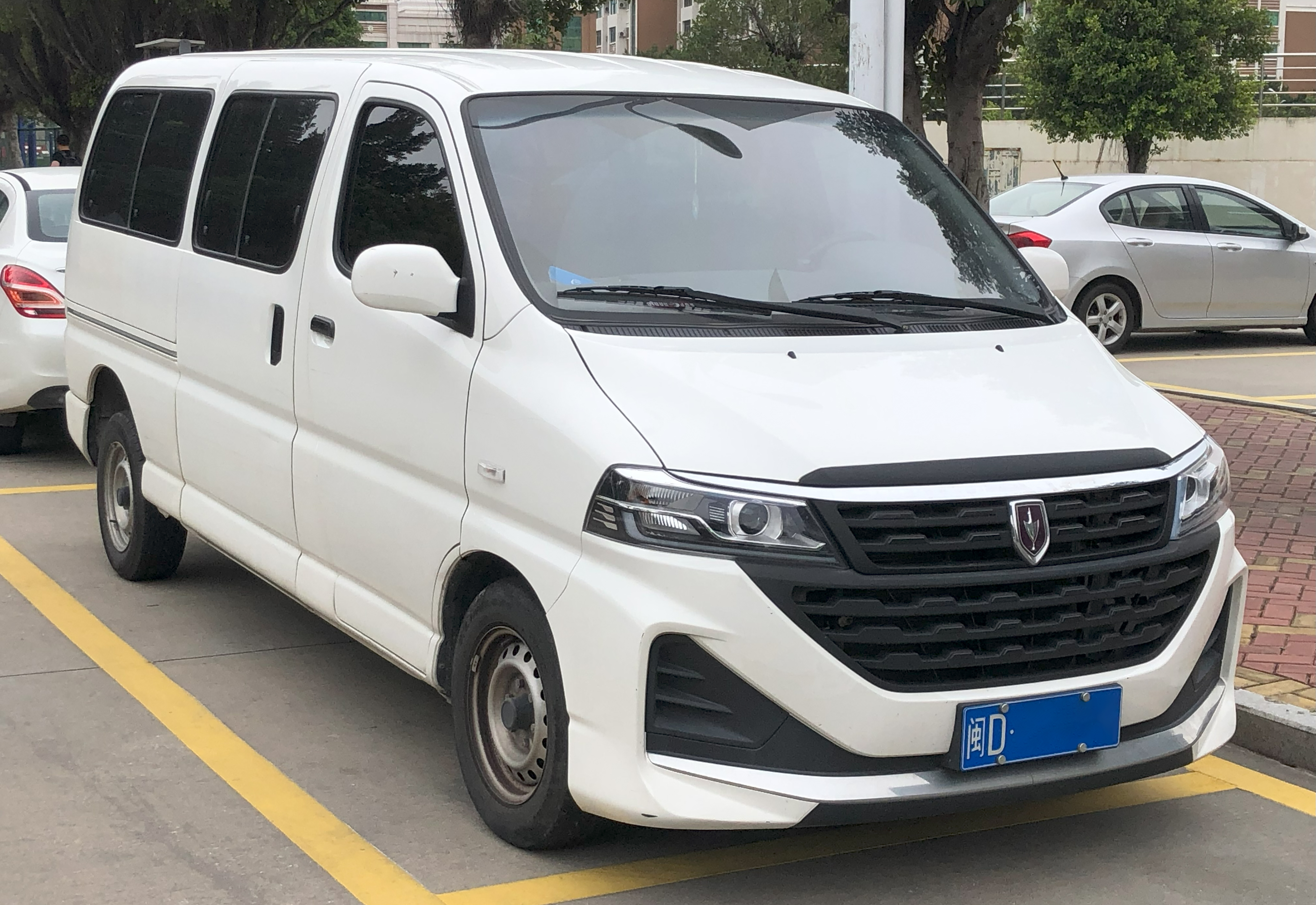
Вид спереди

### Технические характеристики
Haishiwang оснащён 2,0-литровым атмосферным двигателем 1TZS производства Mianyang Xinchen мощностью 100 кВт (136 л. с.) и крутящим моментом 185 Н·м, который сочетается в паре с шестиступенчатой механической трансмиссией Aisin.